# Jean-Claude Tourton
Jean-Claude Tourton, né le 12 avril 1655 à Lyon et mort le 26 juillet 1724 à Paris, est un banquier parisien du XVIIIe siècle.

## Biographie
Les Tourton étaient des protestants d'origine lyonnaise qui se réfugièrent à Genève lors de la révocation de l'édit de Nantes. Claude Tourton, marchand confiseur, envoya son fils Jean-Claude en apprentissage à Francfort dès l'âge de quatorze ans. 
En 1703, il s'associa à son cousin Louis Guiguer. Dès 1707, la maison Tourton et Guiguer était l'une des quatre ou cinq grandes banques parisiennes, même si elle comptait moins de dix commis. Elle avait un établissement à Londres. Lors de la crise financière de 1709, Jean-André Tourton, frère de Jean-Claude, banquier à Lyon et son associé à Londres, firent faillite. Il ne semble pas que ces événements aient atteint la maison de Paris.
Cependant, en 1715, Jean-Claude Tourton et Louis Guiguer remirent leur banque, alors un des plus grands établissements parisiens de la fin du règne de Louis XIV, à leur premier commis et neveu Isaac de Thellusson, tout en en restant commanditaires. Jean-Claude Tourton désigne Isaac de Thellusson comme son légataire universel le 26 juillet 1724, et meurt en octobre 1724.
Son fils Louis Tourton fera carrière dans la banque d'investissement.
Le genevois Christophe Jean Baur participe en 1754, avec Louis Tourton à la création de la banque parisienne Tourton et Baur, installée place des Victoires, qui sera liée avec la banque Morin et de Larue à un certain nombre de grands négociants de Nantes, dont Augustin de Luynes, les Walsh, par la Société d'Angola, la société Grou et Michel, et Christophe Drouin, le cousin de l'armateur nantais Louis Drouin. La banque Tourton et Baur s'occupait d'épicerie en gros et du commerce des diamants. Elle était en relations suivies avec la place d'Amsterdam. En 1738, Tourton et Baur étaient banquiers du roi et furent chargés par le cardinal de Fleury de transmettre par voie secrète des lettres et des fonds à Dantzig, où se trouvait le beau-père de Louis XV.